# Duale Hochschule Baden-Württemberg

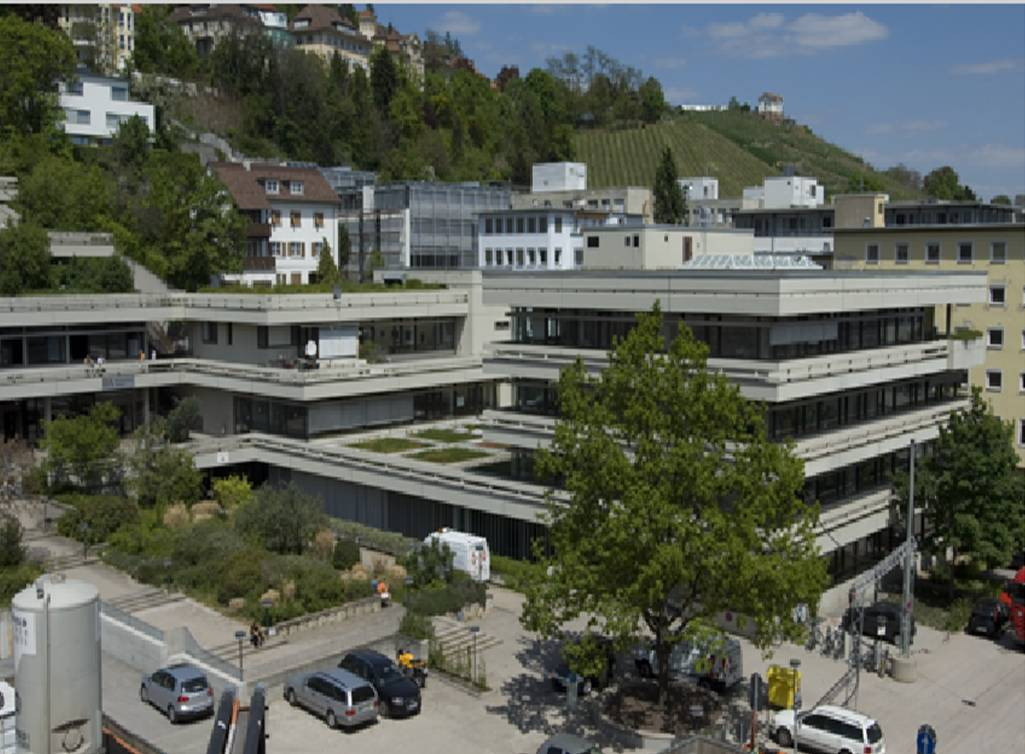
DHBW Stuttgart

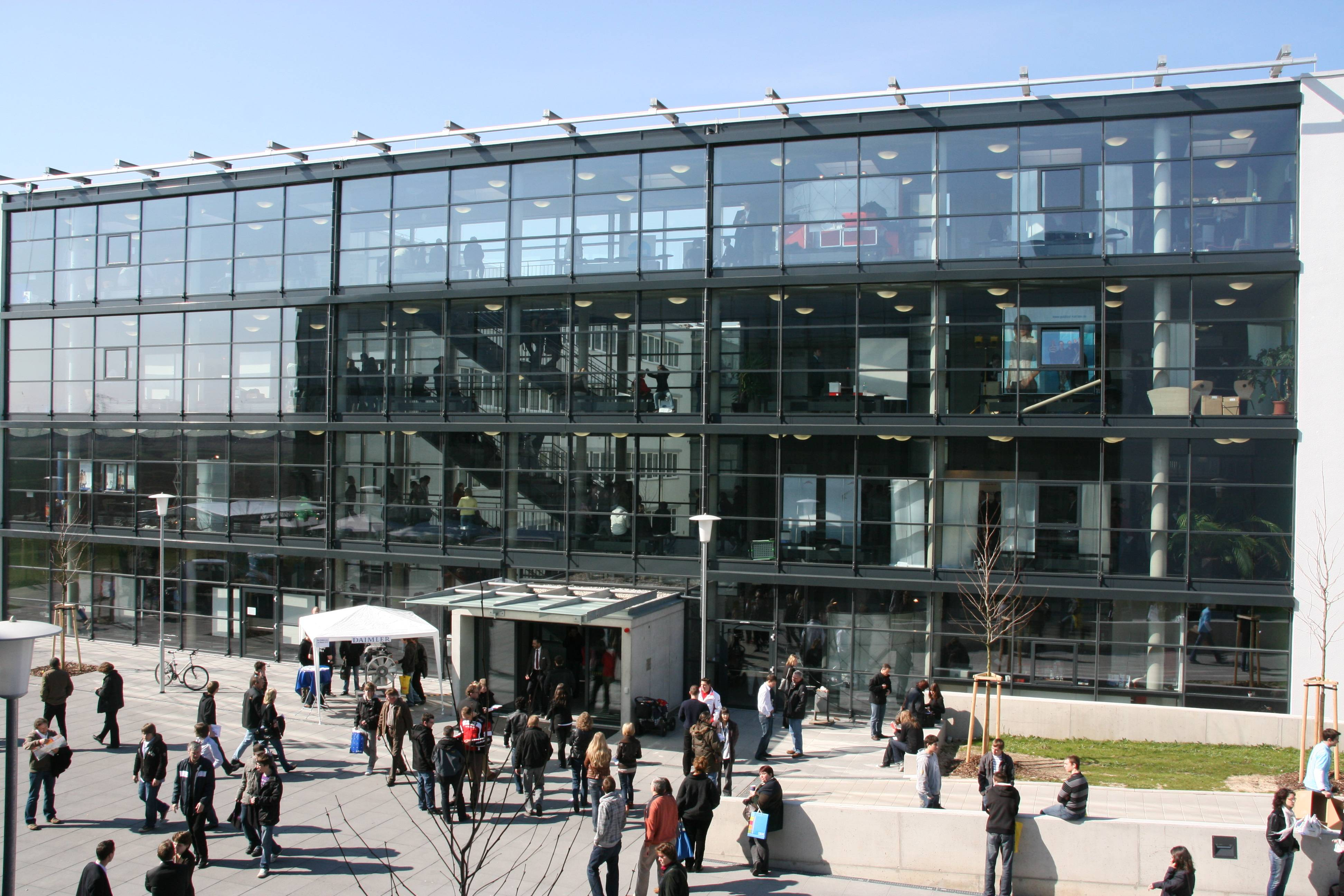
DHBW Mannheim

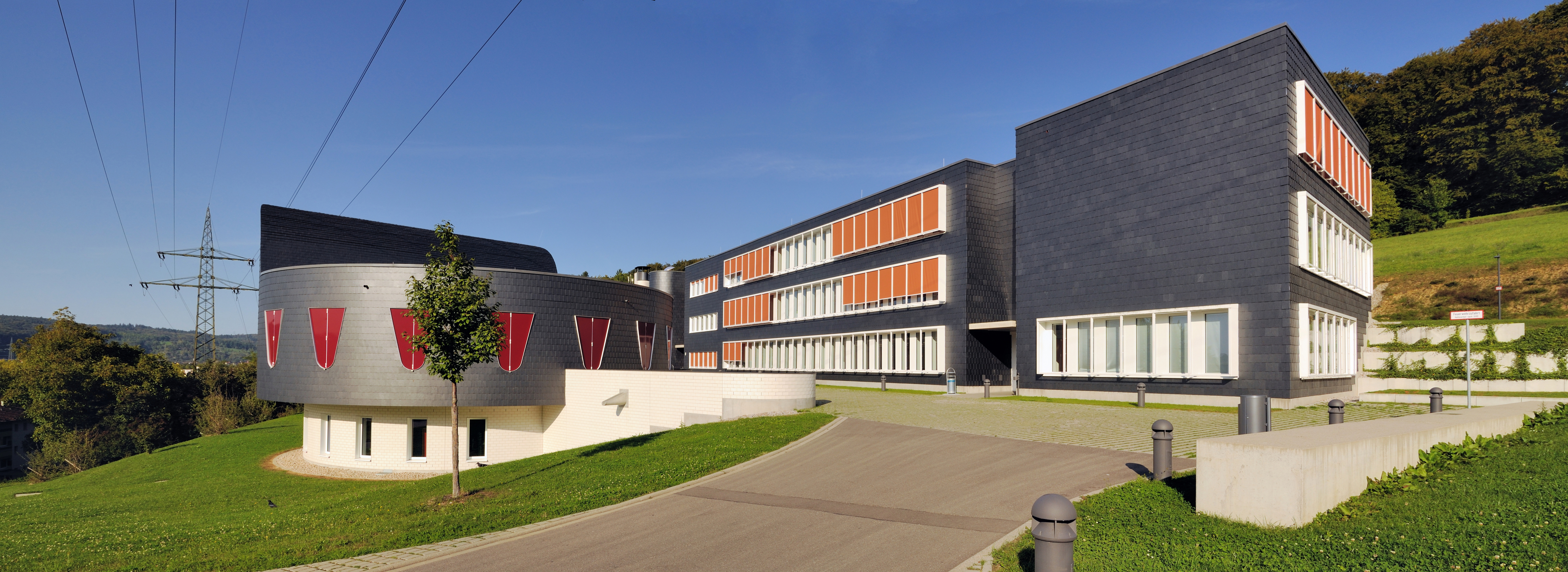
DHBW Lörrach

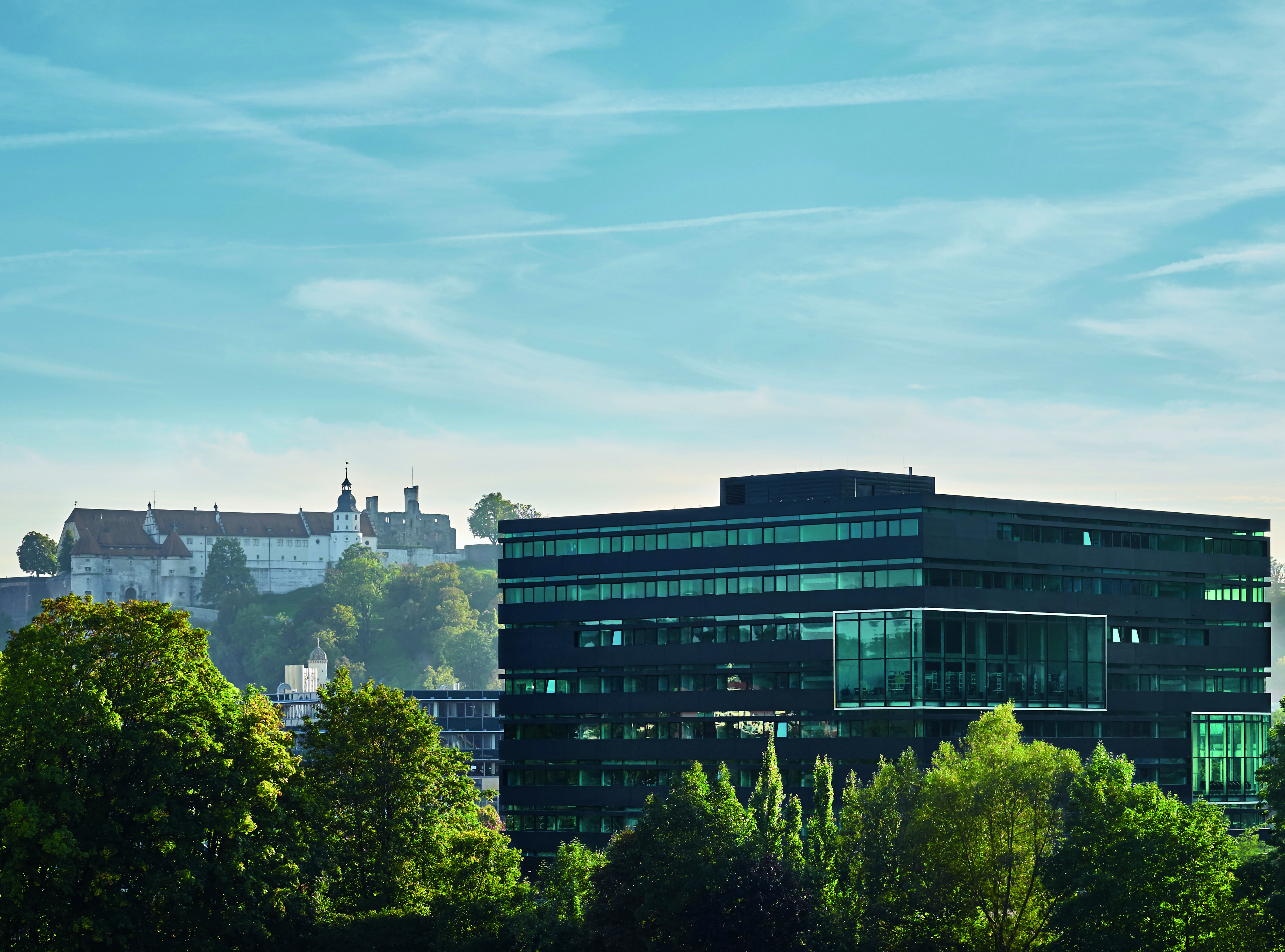
DHBW Heidenheim

Die Duale Hochschule Baden-Württemberg (DHBW) ist seit dem 1. März 2009 eine staatliche duale Hochschule in Baden-Württemberg, die duale Studiengänge anbietet. Sie ist, unter Einbeziehung aller Studienakademien, die nach Studierendenzahl größte Hochschule des Landes und, wie die meisten Hochschulen in Baden-Württemberg, eine Körperschaft des öffentlichen Rechts.
Die Einrichtung umfasst als staatliche Institution die rechtlich unselbstständigen Studienakademien Heidenheim, Heilbronn, Karlsruhe, Lörrach, Mannheim, Mosbach mit der Außenstelle Bad Mergentheim, Ravensburg mit der Außenstelle in Friedrichshafen, Stuttgart mit der Außenstelle Horb sowie Villingen-Schwenningen und das Center for Advanced Studies in Heilbronn. Das System der mehrere Standorte umfassenden Hochschule wurde in Anlehnung an das US-amerikanische state university system gestaltet. Sitz des Präsidiums ist Stuttgart.

## Geschichte
Gemäß der Koalitionsvereinbarung vom 5. Mai 2006 wurden die bestehenden Berufsakademien in die Duale Hochschule Baden-Württemberg umgewandelt. Durch Beschluss des Landtages vom 3. Dezember 2008 wurde das Gesetz über die Hochschulen in Baden-Württemberg (Landeshochschulgesetz) zum 1. März 2009 entsprechend geändert. Der Wegfall des Hochschulrahmengesetzes eröffnete den notwendigen rechtlichen Spielraum, die Berufsakademie ohne Verzicht auf deren bisherige Strukturmerkmale umzuwandeln. Präsidenten waren bisher Hans Wolff (Gründungspräsident, 2009–2010), Reinhold R. Geilsdörfer (2010–2016) und Arnold van Zyl (2016–2022). Seit dem 1. Februar 2022 amtiert Martina Klärle als Präsidentin der DHBW.
Die DHBW wurde Anfang 2023 von der Europäischen Union, gemeinsam mit acht weiteren dualen europäischen Hochschulen, zur European University ernannt.

## Bachelor-Studium
Das duale Bachelor-Studium besteht aus einem akademischen Studium sowie einem Praxisteil, der in einem Unternehmen, dem externen Praxispartner stattfindet. Theorie- und Praxisphasen sind miteinander inhaltlich verknüpft und wechseln im Rhythmus von etwa drei Monaten.
Der Praxispartner, auch als Dualer Partner bezeichnet, kann ein Unternehmen oder eine soziale oder gesundheitsnahe Einrichtung sein, der von der Hochschule als personell und sachlich geeignet befunden wurde. Die Bewerber schließen einen dreijährigen Ausbildungsvertrag mit dem Dualen Partner ab, bei dem die Hälfte der Ausbildung stattfindet. Der Ausbildungsvertrag wird von der Hochschule vorgegeben und ist für den Betrieb bindend. Den Studenten wird daher auch ein Lohn bezahlt. Dessen Höhe richtet sich nach der Branche und dem Betrieb.
Die spezifische Ausgestaltung des dualen Studiums an der DHBW (verknüpfte Theorie- und Praxisphasen und zugleich Ausbildungsvertrag der Studierenden mit nur einem Dualen Partner während der gesamten Ausbildungsdauer) stellt eine Sonderform im Bereich Cooperative Education dar, die als Job Integrated Learning bezeichnet wird.
Die Duale Hochschule Baden-Württemberg verleiht nach Abschluss des dreijährigen Studiums den Bachelor als akademischen Grad; je nach Studiengang den Bachelor of Arts, Bachelor of Engineering oder Bachelor of Science. Die Hochschule hat allerdings kein Promotionsrecht und kein Habilitationsrecht.
Aktuell werden in über 30 Studiengängen etwa 100 Studienrichtungen aus den Bereichen Wirtschaft, Technik, Sozialwesen und Gesundheit angeboten.

### Zulassungsvoraussetzungen
Voraussetzung für ein Studium ist in erster Linie der Abschluss eines Ausbildungsvertrages mit einem Dualen Partner der DHBW. Es ist zudem die allgemeine Hochschulreife oder die fachgebundene Hochschulreife für den entsprechenden Studiengang nötig. Der Hochschulzugang ist in bestimmten Fällen auch für qualifizierte Berufstätige ohne Hochschulzugangsberechtigung möglich.

### Akkreditierung
An der dualen Hochschule werden in Intensivstudiengängen pro Studienjahr 70 anstatt, wie an vielen anderen Hochschulen üblich, 60 ECTS-Punkte vergeben. Damit werden in sechs statt sieben Semestern 210 Punkte für den Bachelor-Abschluss erreicht.
Die DHBW ist seit Dezember 2011 systemakkreditiert. Damit ist die DHBW die erste Hochschule in Baden-Württemberg und die dritte in Deutschland, für die eine Systemakkreditierung ausgesprochen wurde. Die Studienprogramme werden regelmäßig evaluiert und die entwickelten Lehrpläne einer internen Akkreditierung unterzogen. Damit wird die Vorgabe von § 30 Absatz 4 des Landeshochschulgesetzes erfüllt. Danach sind alle Bachelor- und Master-Studiengänge in Baden-Württemberg zu akkreditieren. In diesem Prozess werden neben  Professoren anderer Hochschulen, die als externe  Gutachter agieren, auch die dualen Partnerunternehmen, Lehrende, Studierende und Absolventen einbezogen.

### Nachgraduierung
An den früher verliehenen Abschlüssen der Berufsakademie änderte sich durch die Errichtung der DHBW nichts. Die früheren Absolventen einer Berufsakademie können jedoch ihr Diplom (BA) als staatliche Abschlussbezeichnung in den entsprechenden akademischen Grad Diplom (DH) der dualen Hochschule auf Antrag nachgraduieren lassen. Das verliehene Kürzel (DH) kann dabei nicht weggelassen werden, da akademische Grade so zu führen sind, wie sie verliehen wurden. Das Diplom (BA) kann nicht in einen Bachelorabschluss nachgraduiert werden.

## Master-Studium
Zur Weiterqualifizierung bietet die Duale Hochschule Baden-Württemberg duale Master-Studiengänge in den Fachbereichen Wirtschaft, Technik und Sozialwesen an. Die Masterstudiengänge werden vom Center for Advanced Studies (DHBW CAS) in Heilbronn organisiert und durchgeführt.
Das duale Master-Studium wird berufsintegrierend und berufsbegleitend durchgeführt. Im Gegensatz zum dualen Bachelor-Studium sind die Studierenden nur für 2–3 Präsenztage pro Monat an der Hochschule. Die übrige Zeit arbeiten sie bei ihrem Arbeitgeber (auch Dualer Partner genannt). Die Berufsintegration besteht darin, dass der Arbeitgeber durch Forschungsprojekt- und Masterarbeiten eng in das Master-Studium eingebunden ist.
Die Regelstudienzeit des Master-Studiums beträgt vier Semester. Das Studium kann in den meisten Studiengängen zum Sommer- und zum Wintersemester gestartet werden.

## Organisation
Die Hochschule verfügt über die folgenden Gremien: Aufsichtsrat, Vorstand mit einem Präsidenten als Vorsitzenden sowie ein Senat. Dem Aufsichtsrat gehören 17 Mitglieder an, wobei mindestens acht Mitglieder aus den Reihen der Unternehmen und Einrichtungen kommen (als betriebliche Vorsitzende der Hochschulräte). Außerdem wechselt sich ein Beauftragter des Ministeriums mit einem Vertreter der dualen Partner im Vorsitz ab. In den Hochschulräten (bisherige Duale Senate) ist die Zahl der Vertreter der Studienakademie immer gleich mit der Zahl der Unternehmens- bzw. Institutionsvertreter. Über akademische Fragen, wie z. B. die Einrichtung neuer oder die Modernisierung bestehender Studiengänge, entscheidet der Senat. Auch in diesem sind die dualen Partner durch drei Mitglieder (Vorsitzende oder stellvertretende Vorsitzende der Fachkommissionen) vertreten.
Zusätzlich gibt es sowohl an den Studienakademien samt Außenstellen sowie dem DHBW CAS eine Studierendenvertretung.

## Unterschiede zur Berufsakademie
- Im Unterschied zur bisherigen Organisation der Berufsakademien sind nun auch die Ausbildungsstätten Hochschulmitglieder und somit in den Gremien vertreten.
- Die duale Hochschule ist eine Hochschule im Gegensatz zur Berufsakademie und verleiht daher akademische Grade anstelle von staatlichen Abschlussbezeichnungen.
- Die duale Hochschule soll kooperative Forschungsprojekte durchführen.[21]
- Die Besoldung der Professoren wird schrittweise auf die Besoldungsgruppe W2 umgestellt.[22] Die Bezüge können durch private Drittmittel aufgestockt werden.[23]

## Duale Partner
Rund 9.000 Unternehmen (Stand 2023) arbeiten mit der DHBW als „Duale Partner“ zusammen. Darunter befinden sich sowohl kleine und mittelständische Unternehmen als auch Großunternehmen.

## Bedeutende ehemalige Studenten
- Johann Jungwirth (Vice-President beim Automobilzulieferer Mobileye)
- Christian Klein (CEO bei SAP, mit 39 Jahren der bislang jüngste Chef eines DAX-Konzerns)
- Matthias Hartmann (CEO bei Techem)
- Thomas Sattelberger (Politiker und ehemaliger Vorstand der Deutschen Telekom)
- Britta Seeger (Mitglied des Vorstands der Mercedes-Benz Group AG)
- Kristin Seyboth (Vorstandsmitglied bei der Bausparkasse Schwäbisch Hall, war an der Berufsakademie Villingen-Schwenningen)